# 토마스 아데스

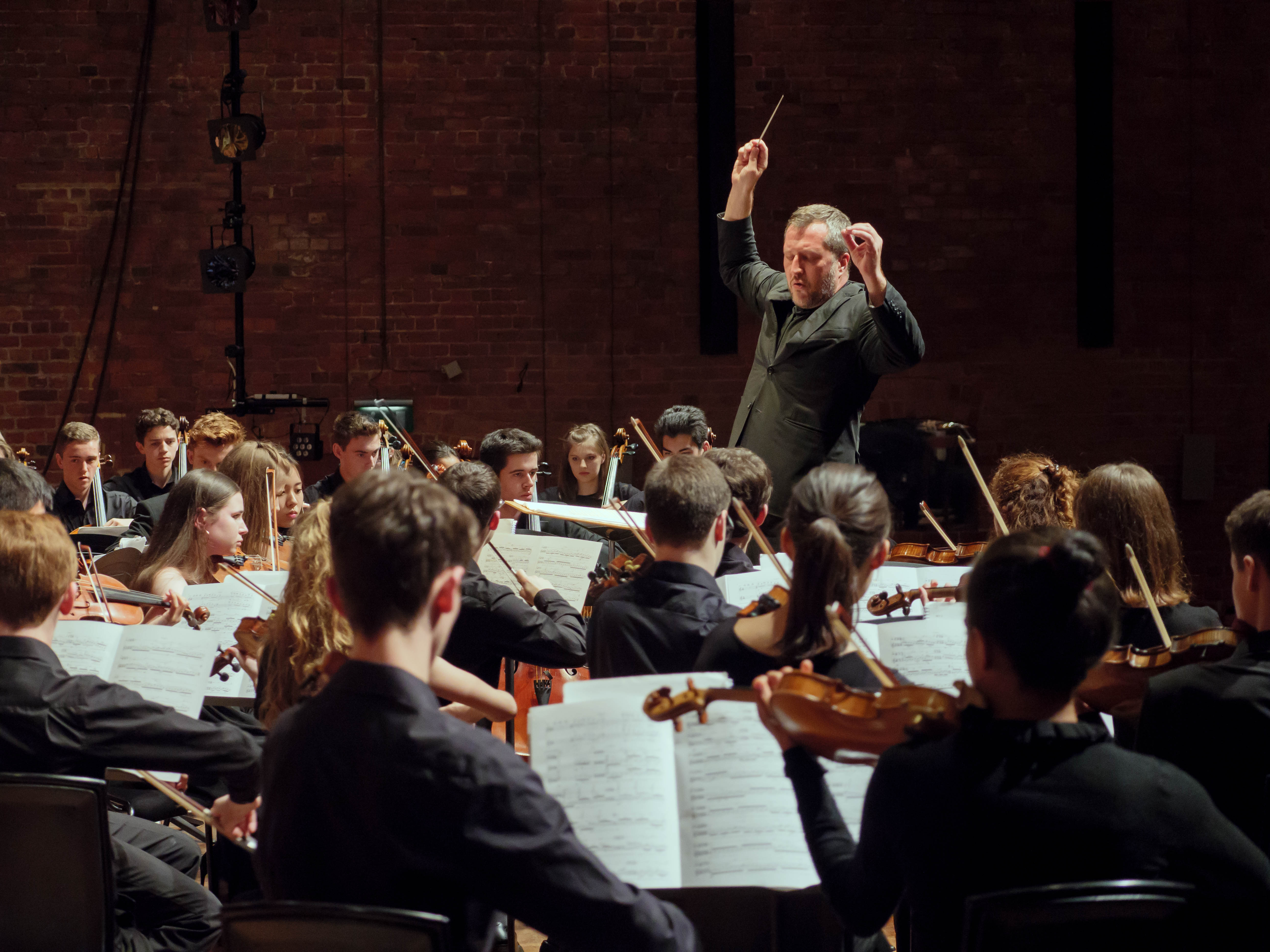

토마스 조셉 에드먼드 아데스(Thomas Joseph Edmund Adès CBE, 1971년 3월 1일 ~ )는 영국의 작곡가, 피아니스트, 지휘자이다.

## 생애
아데스는 런던에서 미술사가 돈 아데스와 시인 티머스 아데스 사이에서 태어났다. 그의 성은 시리아 유대인 출신이다.
아데스는 Paul Berkowitz에게 피아노를 배웠고 이후에는 런던 길드홀 음악 연극 학교에서 Robert Saxton에게 작곡을 배웠다. 유니버시티 칼리지 스쿨 에 재학한 후 1992년 케임브리지 킹스 칼리지에서 Alexander Goehr 와 Robin Holloway 와 함께 공부하면서 처음으로 더블 스타 를 달성했다. 그는 왕립음악원에서 작곡 의 Britten 교수 가 되었으며 2004년에는 에식스 대학교에서 명예 박사 학위를 받았다 .
2006년에 아데스는 이스라엘 영화 제작자이자 비디오 아티스트 탈 로스너(Tal Rosner)와 민간 파트너십을 맺었지만 나중에 종료되었다.
2007년에는 런던 바비칸 아트센터에서 아데스의 작품 회고전이 열렸고 그는 라디오 프랑스의 연례 현대 음악 축제인 "프레젠스(Presences)"와 헬싱키의 "뮤지카 노바(Musica Nova)" 페스티벌의 초점이었다. 바비칸 축제에는 사이먼 래틀과 베를린 필하모닉의 신작인 Tevot 의 영국 초연이 포함되었다. 저널리스트 톰 서비스(Tom Service)는 이 곡에 대해 "내가 초연에서 들은 어떤 새로운 음악보다도 이것은 가장 즉각적이고 풍부한 파워풀한 곡이다"라고 썼다.
2009년 아데스는 스톡홀름 콘서트 홀의 연례 작곡가 페스티벌의 초점이 되었으며 2010년에는 스웨덴 왕립 음악원의 외국인 회원으로 임명되었다.